# 中山貴大
中山 貴大（なかやま きだい、1991年9月11日 - ）は、日本のシンガーソングライター、ラジオプロデューサー (FM NACK5社員) 。

かつてサンミュージックプロダクションに所属していた。

## 来歴
東京都世田谷区出身。血液型A型。母は歌手のシルヴィア。
高校時代は桐蔭学園高校の野球部員として活躍。
中央大学理工学部入学と共にギターを始め、音楽活動を始めた。2013年の夏、全国でストリートライブを行い、CDの売り上げのみで全国を一人で旅する企画を行う。2014年「日本列島ストリートライブ」をおこない、102日間の旅の中で2000枚のCDを売り上げ47都道府県を旅する。
学生時代にバイトした野球塾で教えた生徒が2018年の第100回全国高校野球選手権記念大会でベスト4まで勝ち上がり活躍した、話の内容から西東京代表の日大三高と思われる。
2020年9月、自身のTwitterを更新し、FM NACK5で同年4月からレギュラー放送されていた音楽番組『PIECE OF MELODY』を制作していることと、2019年10月から同社に入社し、いくつかの番組に担当プロデューサーとして携わっていることを明かした。なお、以後も音楽活動は継続しており、2021年8月8日には、大学時代のアルバイト先の先輩にあたるKEYTALKの寺中友将が作詞・作曲を手掛ける『電光刹夏』を配信リリースしている。

## ディスコグラフィ
シングル
| 枚数 | タイトル          | 発売日         | 発売元             | 備考         |
| ---- | ----------------- | -------------- | ------------------ | ------------ |
| 1st  | 僕のハネ／Meaning | 2013年         | ライブ会場限定発売 |              |
| 2nd  | 夜空              | 2013年12月25日 | SOUND MISSION      |              |
| 3rd  | Shopping Girl     | 2018年1月24日  |                    | C/W曲：aLive |

配信シングル
| タイトル   | 発売日         | 発売元        | 備考                                             |
| ---------- | -------------- | ------------- | ------------------------------------------------ |
| この街の風 | 2014年11月12日 | SOUND MISSION | 1stミニアルバム『ON THE WAY HOME』からの先行配信 |
| 木枯らし   | 2018年10月26日 |               |                                                  |
| 電光刹夏   | 2021年8月8日   |               | 作詞・作曲：寺中友将 (KEYTALK)                   |

ミニアルバム
| 枚数 | タイトル        | 発売日       | 収録曲                                                                                | 発売元         |
| ---- | --------------- | ------------ | ------------------------------------------------------------------------------------- | -------------- |
| 1st  | ON THE WAY HOME | 2015年4月1日 | 1. 何も知らない 2. 新しい過去を刻む旅路 3. 涙も出ない 4. 帰り道 5. この街の風 6. 夜空 | SOUND MISSION  |
| 2nd  | PROLOGUE        | 2016年5月7日 | 1. Crawl 2. UFO 3. 君色の星座 4. グローブ 5. Wiper 6. さらばじゃ！                    | ライブ会場限定 |

楽曲提供
春日萌花
- 夏のファンタジー (作曲・2016年6月29日、配信限定[13])

## 出演

### ラジオ
- 中山貴大のHappy Monday! 今ここです!! (2014年[1]、『ラジオのアナ〜ラジアナ 月曜日』内コーナー・FM NACK5)
- FM NACK5『FANTASY RADIO』内コーナー
  - 中山貴大と春日萌花のヒット曲研究所 (2015年4月3日[14] - 2016年3月25日[15])
  - 中山貴大のウィークエンド・プロローグ (2016年4月1日[16] - 9月30日[17])
- キラメキ ミュージック スター「キラスタ」（2016年10月 - 2019年9月、FM NACK5） - 月曜日・火曜日パーソナリティ